# Sporting Rugby Club
El Sporting Rugby Club es club de Rugby chileno con sede en la ciudad de Viña del Mar. Fue fundado en 1963 por un grupo ex estudiantes de la Facultad de Arquitectura de la Pontificia Universidad Católica de Valparaíso, inscribiéndose en esa misma temporada en la Asociación de Rugby Santiago, entidad constituida en 1948 y que reúne a los principales equipos del país.
Sporting es considerado el primer Club de Viña del Mar que pasó a disputar partidos y torneos con equipos de Santiago, pero bajo el nombre de “Badminton Sports Club”, que después dio origen al Everton, y que posteriormente este último, se transformó en Universidad Católica de Valparaíso para luego pasar a llamarse Sporting Rugby Club.
Entre 1973 y 2010, el Sporting Rugby Club se desempeñó de manera casi initerrumpida en la máxima categoría del rugby nacional. Adicionalmente, durante la temporada 2001 compitió de manera paralela en Campeonato Central de la Asociación de Rugby de Santiago y en Torneo del Oeste de la Unión de Rugby de Cuyo, transformándose el segundo club chileno en participar oficialmente de un torneo de Argentina.
En 2010 se retiró de la Asociación de Rugby Santiago a fin de conformar la Liga de Rugby de Chile. En el año 2011 se desempeña en la Asociación Regional de Rugby Valparaíso, la Liga de Rugby de Chile y el Torneo Trasandino.
El 2012 es un año histórico para los Cuervos. Luego de un inicio auspicioso ganando el Apertura ARRV, el año era más complejo en la Liga de Rugby de Chile y quedando fuera del renovado compeonato nacional Torneo Super 12 de Rugby de Chile en repechaje por Alumni. Sporting se recuperaría ganando dos campeonatos. El primero sería el Arusa Super7 y contra todo pronóstico la Liga Nacional ADO Chile donde derrotaría al flamante campeón del Torneo Super 12 de Rugby de Chile Old Boys en la semifinal y a Seminario Conciliar de La Serena en la Final jugada en el Carr de Feruchi. El año se cerraría ganando el circuito de Rugby 7 lo que le daría cupo para participar en el Torneo Seven a side de Punta del Este enfrentando al equipo de la URBA en la fase de grupos.

## Palmarés

### Torneos regionales
- Asociación Regional de Rugby Valparaíso (11): 1999, 2000, 2001, Apertura 2004, Clausura 2004, Clausura 2005, Apertura 2006, Apertura 2008, Clausura 2011, Apertura 2012, Apertura 2018.

### Torneo nacionales
- Nacional de Clubes (1): 2012[2]
- Súper 8 (1): 2019
- Super 7 Arusa (1): 2012
- Circuito de Seven a Side Arusa (2): 2012, 2019.

## Hockey
El 6 de octubre de 2012 se crea la rama hockey sobre césped para Damas bajo una torrencial lluvia.
El equipo nace con el objetivo de participar en las comptencias nacionales siendo su primera participación en el Torneo nacional de segunda división el año 2013 con dos planteles y siendo conocidas como Sporting RC Hockey